# 沈發惠
沈發惠（1966年11月2日—），台灣政治人物，現任全國不分區立法委員。新北市汐止區人，畢業於東海大學法律學系，取得國立臺灣大學政治學碩士。1998年憑藉汐止鎮公所的工作資歷轉戰台北縣議會，並於2004年以第三高票當選臺北縣立法委員，惟2007年在初選結束前退選而放棄連任，2010年起蟬聯2屆新北市議員，直至2018年議員選舉為栽培後起之秀交棒給張錦豪。2019年6月25日宣布不參選新北市第十二選舉區立委，改加入總統蔡英文的競選團隊，後於同年11月列入不分區名單而回任立委至今。

## 生平
沈發惠就讀於東海大學法律系時便參與學生運動，在野百合學運時是決策小組的成員之一；之後，沈發惠前往民主進步黨立法委員謝長廷辦公室服務，並於1992年出任謝長廷辦公室主任；之後，沈發惠前往日本經濟產業省經濟產業研究所進行研究。彭明敏與謝長廷參與1996年中華民國總統選舉時，沈發惠出任競選總部新聞部主任。

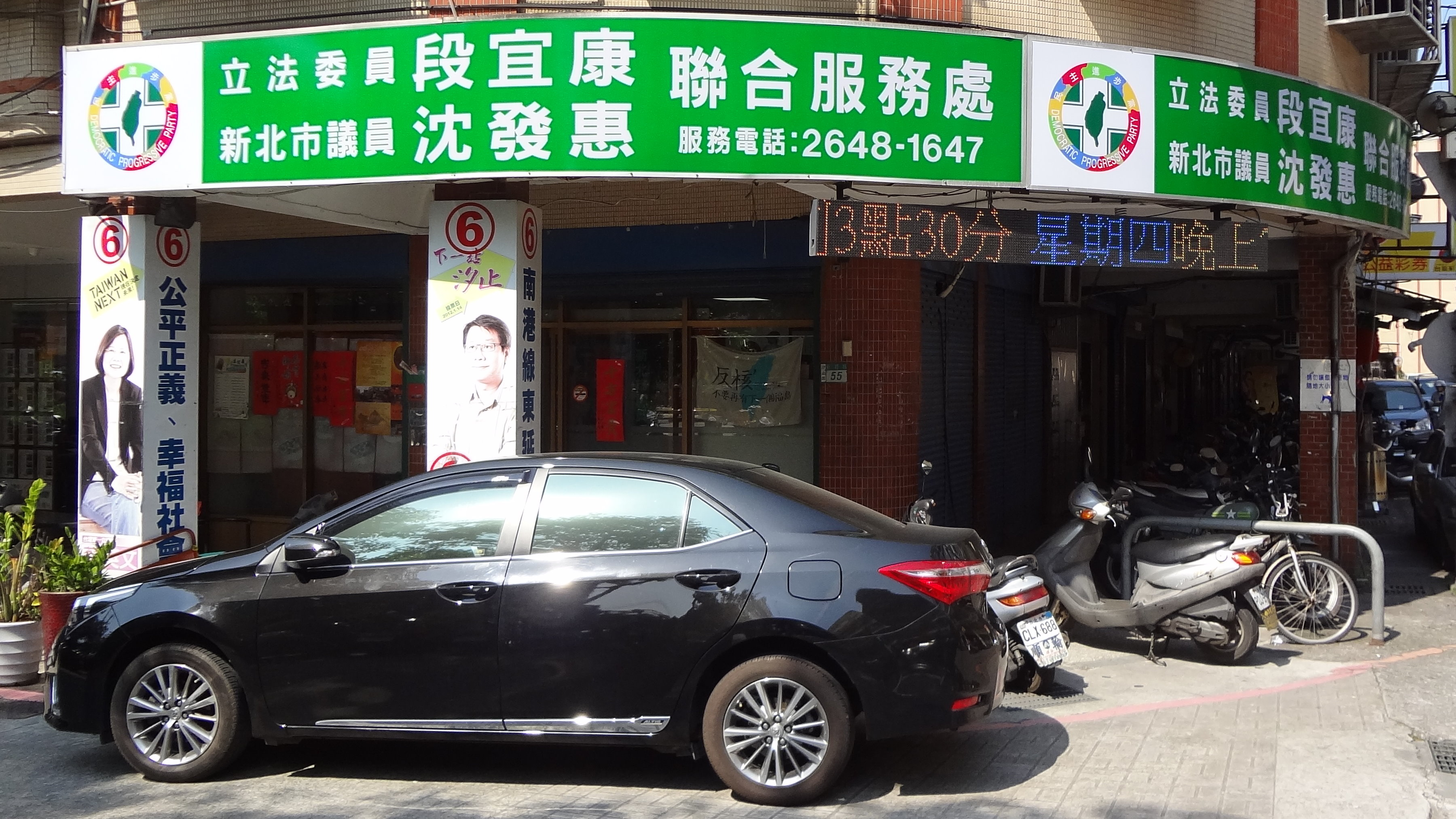
段宜康與沈發惠聯合服務處

1996年，周雅淑在汐止鎮長補選當選，沈發惠出任汐止鎮公所秘書，為「垃圾不落地」、「社區巴士」等政策的規劃者。1998年，沈發惠當選為台北縣議員並於2002年連任成功。沈發惠在陳水扁於2000年、2004年兩次參選總統時，皆出任陳水扁競選總部輿情部主任。
2004年中華民國立法委員選舉中，沈發惠獲得民進黨提名並且於台北縣第三選區當選為第六屆立法委員，不過在2007年被列為十一寇之一。
2007年，沈發惠參選民進黨台北縣第十二選舉區立法委員初選，在黨員投票階段時遭遇父親沈友仁（前台大医院副院長、小儿科主任、首届资讯主任）過世；而黨員投票敗給時任立委陳朝龍，未待進入民意調查階段即於2007年5月7日宣佈退出黨內初選、支持陳朝龍，並未競選連任。不過陳朝龍最後仍然敗給了連任多屆資深立委、從雙和空降此區參選的李慶華。2007年底，沈發惠出任民進黨中央黨部政策委員會首席副執行長。2008年5月，民進黨在野後中央黨部改組，沈發惠轉任社會發展部主任。
2010年11月，沈發惠高票當選第一屆新北市議員；2012年中華民國立法委員選舉，沈發惠接受民進黨徵召於新北市第十二選舉區回鍋參選立法委員，敗於李慶華；2014年九合一選舉，沈發惠以該選區第一高票當選連任新北市議員。

### 2016年中華民國立法委員選舉
2015年6月17日，民進黨中央執行委員會決定，「不予徵召」新北市第十二選舉區立法委員參選人。2015年6月25日，沈發惠在facebook發文，民進黨中執會此舉是因為民進黨要禮讓中央研究院研究員黃國昌在本區參選，這讓深耕基層的他很不滿，「終於，黃國昌華麗的出場了！……我在基層蹲點了十八年，如果最後有了令人遺憾的結果，你們都在歡慶政黨輪替，我卻在黑暗中自嚐苦果」，一旦在野勢力無法取得立法院過半席次，民進黨選舉對策委員會新北市協調小組召集人游錫堃必須為此負責；同日，黃國昌在facebook發文回應，他心裡想的是必須拉下本區中國國民黨籍現任立法委員李慶華，「不過，這個人不必是我」。2015年7月20日，沈發惠在facebook發文向黃國昌道歉，期盼再次與黃國昌長談交換彼此對台灣的想法；同日，黃國昌回應，過去就過去了，他沒特別介意，沈發惠不用特別道歉。
2015年7月27日，黃國昌在汐止區召開記者會宣布參選新北市第十二選舉區立法委員，但該選區的民進黨三位現任新北市議員僅周雅玲到場，沈發惠與林裔綺均未到場，沈發惠服務處與林裔綺服務處都表示「從頭到尾都沒被邀請，怎麼去」。2015年7月27日，李慶華諷刺，黃國昌「可以不經過民調，就能把沈發惠弄出局，還讓民進黨拋棄自己的現任議員、黨內同志」。2015年7月29日，沈發惠facebook發文祝福黃國昌，並提醒黃國昌「無論如何要守住這一席，因這區是原本民調領先的區域，努力當選是你責無旁貸的義務」。

### 2020年中華民國立法委員選舉
2019年11月14日，民進黨將沈發惠列入不分區立委第11名，結果順利當選。

## 選舉紀錄
| 年度 | 選舉屆數               | 選舉區                                 | 所屬政黨   | 得票數    | 得票率 | 當選標記 | 備註 |
| ---- | ---------------------- | -------------------------------------- | ---------- | --------- | ------ | -------- | ---- |
| 1998 | 第十三屆臺北縣議員選舉 | 臺北縣第八選舉區                       | 民主進步黨 | 12,657    | 21.81% |          |      |
| 2002 | 第十四屆臺北縣議員選舉 | 臺北縣第八選舉區                       | 民主進步黨 | 7,699     | 12.66% |          |      |
| 2004 | 第六屆立法委員選舉     | 臺北縣第三選舉區                       | 民主進步黨 | 48,907    | 9.20%  |          |      |
| 2010 | 第一屆新北市議員選舉   | 新北市第十選舉區                       | 民主進步黨 | 18,487    | 15.00% |          |      |
| 2012 | 第八屆立法委員選舉     | 新北市第十二選舉區                     | 民主進步黨 | 63,122    | 35.91% |          |      |
| 2014 | 第二屆新北市議員選舉   | 新北市第十選舉區                       | 民主進步黨 | 26,532    | 24.50% |          |      |
| 2020 | 第十屆立法委員選舉     | 全國不分區及僑居國外國民立法委員選舉區 | 民主進步黨 | 4,811,241 | 33.98% |          |      |
| 2024 | 第十一屆立法委員選舉   | 全國不分區及僑居國外國民立法委員選舉區 | 民主進步黨 | 4,982,062 | 36.16% |          |      |

## 譯著
- 司馬遼太郎/著，沈發惠/譯，《王城的護衛者》（台北：印刻，2022）

## 外部連結
- 沈發惠
- 沈發惠粉絲專頁